# 히라노 타카히로
히라노 타카히로(일본어: 平野貴裕, 1972년 5월 8일 ~ )는 일본의 성우다.

## 출연 작품

### TV 애니메이션
2004년
- 음유묵시록 마이네리베(베르제)

2005년
- 부탁해요 마이 멜로디(두리안 대신)

2006년
- 부탁해요 마이 멜로디 ~빙글빙글 셔플~(두리안 대신)

2008년
- 부탁해요 마이 멜로디 키라랏(두리안 대신)
- 유희왕 5D's(브리츠)